# Eintracht Frankfurt 1970-1971
Questa voce raccoglie le informazioni riguardanti l'Eintracht Frankfurt nelle competizioni ufficiali della stagione 1970-1971.

## Stagione
Nella stagione 1970-1971 l'Eintracht Francoforte, allenato da Erich Ribbeck, concluse il campionato di Bundesliga al 15º posto. In Coppa di Germania l'Eintracht Francoforte fu eliminato agli ottavi di finale dal Colonia.

## Rosa
| N. |                     | Ruolo | Calciatore       |
| -- | ------------------- | ----- | ---------------- |
|    | Germania (bandiera) | P     | Siegbert Feghelm |
|    | Germania (bandiera) | P     | Peter Kunter     |
|    | Germania (bandiera) | P     | Dieter Rudolf    |
|    | Germania (bandiera) | D     | Friedhelm Aust   |
|    | Germania (bandiera) | D     | Dieter Lindner   |
|    | Germania (bandiera) | D     | Friedel Lutz     |
|    | Germania (bandiera) | D     | Peter Reichel    |
|    | Germania (bandiera) | D     | Lothar Schämer   |
|    | Germania (bandiera) | D     | Gert Trinklein   |
|    | Germania (bandiera) | D     | Karl-Heinz Wirth |
|    | Germania (bandiera) | D     | Manfred Wirth    |
|    | Germania (bandiera) | C     | Jürgen Kalb      |

| N. |                     | Ruolo | Calciatore       |
| -- | ------------------- | ----- | ---------------- |
|    | Germania (bandiera) | C     | Günter Keifler   |
|    | Germania (bandiera) | C     | Hans Lindemann   |
|    | Germania (bandiera) | C     | Thomas Rohrbach  |
|    | Germania (bandiera) | C     | Joachim Weber    |
|    | Germania (bandiera) | A     | Jürgen Grabowski |
|    | Germania (bandiera) | A     | Horst Heese      |
|    | Germania (bandiera) | A     | Werner Hofmann   |
|    | Germania (bandiera) | A     | Bernd Hölzenbein |
|    | Germania (bandiera) | A     | Bernd Nickel     |
|    | Germania (bandiera) | A     | Jürgen Papies    |
|    | Germania (bandiera) | A     | Walter Wagner    |

## Organigramma societario
Area tecnica
- Allenatore: Erich Ribbeck
- Allenatore in seconda:
- Preparatore dei portieri:
- Preparatori atletici:

## Calciomercato

### Sessione estiva
| Acquisti | Acquisti        | Acquisti                  | Acquisti |
| R.       | Nome            | da                        | Modalità |
| -------- | --------------- | ------------------------- | -------- |
| A        | Werner Hofmann  | Eintracht Francoforte U19 |          |
| A        | Jürgen Papies   | Fortuna Düsseldorf        |          |
| D        | Peter Reichel   | Gießen                    |          |
| C        | Thomas Rohrbach | Göttingen                 |          |
| C        | Joachim Weber   | Eintracht Francoforte II  |          |

| Cessioni | Cessioni              | Cessioni            | Cessioni |
| R.       | Nome                  | a                   | Modalità |
| -------- | --------------------- | ------------------- | -------- |
| C        | Hermann-Dieter Bellut | Opel Rüsselsheim    |          |
| D        | Klaus Hommrich        | Röchling Völklingen |          |
| A        | Willi Huberts         | Austria Vienna      |          |
| D        | Fahrudin Jusufi       | Germania W.         |          |
| A        | Gerhard Wagner        | Westfalia Herne     |          |

## Risultati

### Bundesliga

#### Girone di andata
| Francoforte sul Meno 15 agosto 1970, ore 15:30 CET 1ª giornata | Eintracht Francoforte | 0 – 0 referto | Amburgo | Waldstadion (18 000 spett.)\| Arbitro: \| Bonacker \| |
| Arbitro:                                                       | Bonacker              |               |         |                                                       |

| Arbitro: | Schröck |

|            |           |                             |
| Keller 26’ | Marcatori | 66’ Hölzenbein 76’ Rohrbach |

| Arbitro: | Herden |

|          |           |                 |
| Kalb 39’ | Marcatori | 59’ Stockhausen |

| Arbitro: | Fork |

|                        |           |  |
| Friedrich 20’ Vogt 75’ | Marcatori |  |

| Arbitro: | Redelfs |

|  |           |          |
|  | Marcatori | 63’ Roth |

| Oberhausen 19 settembre 1970, ore 15:30 CET 6ª giornata | RW Oberhausen | 0 – 0 referto | Eintracht Francoforte | Niederrheinstadion (17 500 spett.)\| Arbitro: \| Wolf \| |
| Arbitro:                                                | Wolf          |               |                       |                                                          |

| Arbitro: | Ott |

|            |           |  |
| Nickel 39’ | Marcatori |  |

| Colonia 26 settembre 1970, ore 15:30 CET 8ª giornata | Colonia | 0 – 0 referto | Eintracht Francoforte | Müngersdorfer Stadion (15 500 spett.)\| Arbitro: \| Biwersi \| |
| Arbitro:                                             | Biwersi |               |                       |                                                                |

| Arbitro: | Hillebrand |

|  |           |                     |
|  | Marcatori | 43’, 57’ Windhausen |

| Arbitro: | Eschweiler |

|                     |           |  |
| Deppe 59’ Ulsaß 88’ | Marcatori |  |

| Francoforte sul Meno 10 ottobre 1970, ore 15:30 CET 11ª giornata | Eintracht Francoforte | 0 – 0 referto | Duisburg | Waldstadion (6 500 spett.)\| Arbitro: \| Conrad \| |
| Arbitro:                                                         | Conrad                |               |          |                                                    |

| Arbitro: | Kindervater |

|                          |           |            |
| Entenmann 81’ Olsson 84’ | Marcatori | 25’ Nickel |

| Arbitro: | Horstmann |

|             |           |                               |
| Schämer 13’ | Marcatori | 49’ Varga 70’ Gayer 82’ Weber |

| Arbitro: | Picker |

|                                  |           |  |
| Weinkauff 13’ Rieländer 41’, 49’ | Marcatori |  |

| Arbitro: | Schäfer |

|                            |           |  |
| Hohnhausen 17’ Lippens 61’ | Marcatori |  |

| Arbitro: | Hennig |

|                                     |           |  |
| Papies 26’ Nickel 80’ Grabowski 86’ | Marcatori |  |

| Arbitro: | Redelfs |

|                                                |           |  |
| Laumen 12’, 66’ Heynckes 28’, 45’ Dietrich 84’ | Marcatori |  |

#### Girone di ritorno
| Arbitro: | Fork |

|                                 |           |  |
| Klier 24’ Seeler 50’ Zaczyk 69’ | Marcatori |  |

| Arbitro: | Biwersi |

|                 |           |          |
| Nickel 43’, 83’ | Marcatori | 65’ Berg |

| Arbitro: | Schulenburg |

|                |           |  |
| Roggensack 84’ | Marcatori |  |

| Arbitro: | Basedow |

|                           |           |                          |
| Heese 46’, 50’ Papies 56’ | Marcatori | 31’ Pirrung 80’ Krafczyk |

| Arbitro: | Schröck |

|                       |           |           |
| Müller 5’, 59’ (rig.) | Marcatori | 64’ Heese |

| Arbitro: | Schröck |

|                                              |           |  |
| Heese 16’ Nickel 24’, 65’, 74’ Grabowski 38’ | Marcatori |  |

| Arbitro: | Horstmann |

|                                                 |           |            |
| Scheer 11’ Fichtel 37’ Wittkamp 43’ Fischer 60’ | Marcatori | 15’ Nickel |

| Arbitro: | Redelfs |

|              |           |          |
| Grabowski 4’ | Marcatori | 19’ Löhr |

| Arbitro: | Hennig |

|             |           |  |
| Schmidt 90’ | Marcatori |  |

| Arbitro: | Hilker |

|                                            |           |                            |
| Hölzenbein 3’, 62’ Heese 17’, 80’ Kalb 30’ | Marcatori | 16’ (aut.) Heese 73’ Erler |

| Arbitro: | Fuchs |

|                                        |           |            |
| Pavlić 29’ Pirsig 42’ Budde 84’ (rig.) | Marcatori | 89’ Nickel |

| Arbitro: | Wengenmayer |

|             |           |  |
| Reichel 45’ | Marcatori |  |

| Arbitro: | Lutz |

|                                                          |           |                         |
| Horr 8’, 34’, 48’, 81’ (rig.) Steffenhagen 31’ Gayer 90’ | Marcatori | 10’ Kalb 19’ Hölzenbein |

| Arbitro: | Biwersi |

|                      |           |  |
| Heese 58’ Papies 87’ | Marcatori |  |

| Arbitro: | Ohmsen |

|                                        |           |              |
| Kalb 52’ (rig.) Lindner 60’ Nickel 62’ | Marcatori | 7’, 57’ Bast |

| Arbitro: | Tschenscher |

|  |           |                           |
|  | Marcatori | 17’ Nickel 63’ Hölzenbein |

| Arbitro: | Horstmann |

|            |           |                                         |
| Nickel 45’ | Marcatori | 43’ Netzer 69’ Köppel 78’, 81’ Heynckes |

### Coppa di Germania
| Arbitro: | Regely |

|                      |           |                                  |
| Romes 59’ Hußner 70’ | Marcatori | 18’ Papies 79’ Nickel 119’ Heese |

| Arbitro: | Ohmsen |

|            |           |                                      |
| Nickel 36’ | Marcatori | 33’, 51’ Flohe 41’ Parits 50’ Simmet |

## Statistiche

### Statistiche di squadra
| Competizione      | Punti | In casa | In casa | In casa | In casa | In casa | In casa | In trasferta | In trasferta | In trasferta | In trasferta | In trasferta | In trasferta | Totale | Totale | Totale | Totale | Totale | Totale | DR  |
| Competizione      | Punti | G       | V       | N       | P       | Gf      | Gs      | G            | V            | N            | P            | Gf           | Gs           | G      | V      | N      | P      | Gf     | Gs     | DR  |
| ----------------- | ----- | ------- | ------- | ------- | ------- | ------- | ------- | ------------ | ------------ | ------------ | ------------ | ------------ | ------------ | ------ | ------ | ------ | ------ | ------ | ------ | --- |
| Bundesliga        | 28    | 17      | 9       | 4       | 4       | 29      | 19      | 17           | 2            | 2            | 13           | 10           | 37           | 34     | 11     | 6      | 17     | 39     | 56     | -17 |
| Coppa di Germania | -     | 1       | 0       | 0       | 1       | 1       | 4       | 1            | 1            | 0            | 0            | 3            | 2            | 2      | 1      | 0      | 1      | 4      | 6      | -2  |
| Totale            | 28    | 18      | 9       | 4       | 5       | 30      | 23      | 18           | 3            | 2            | 13           | 13           | 39           | 36     | 12     | 6      | 18     | 43     | 62     | -19 |

### Andamento in campionato
| Giornata  | 1  | 2 | 3 | 4  | 5  | 6  | 7  | 8 | 9  | 10 | 11 | 12 | 13 | 14 | 15 | 16 | 17 | 18 | 19 | 20 | 21 | 22 | 23 | 24 | 25 | 26 | 27 | 28 | 29 | 30 | 31 | 32 | 33 | 34 |
| --------- | -- | - | - | -- | -- | -- | -- | - | -- | -- | -- | -- | -- | -- | -- | -- | -- | -- | -- | -- | -- | -- | -- | -- | -- | -- | -- | -- | -- | -- | -- | -- | -- | -- |
| Luogo     | C  | T | C | T  | C  | T  | C  | T | C  | T  | C  | T  | C  | T  | T  | C  | T  | T  | C  | T  | C  | T  | C  | T  | C  | T  | C  | T  | C  | T  | C  | C  | T  | C  |
| Risultato | N  | V | N | P  | P  | N  | V  | N | P  | P  | N  | P  | P  | P  | P  | V  | P  | P  | V  | P  | V  | P  | V  | P  | N  | P  | V  | P  | V  | P  | V  | V  | V  | P  |
| Posizione | 13 | 6 | 8 | 12 | 12 | 14 | 10 | 9 | 11 | 14 | 14 | 14 | 17 | 17 | 18 | 17 | 18 | 18 | 17 | 18 | 17 | 18 | 16 | 17 | 17 | 17 | 16 | 17 | 16 | 17 | 16 | 15 | 14 | 15 |

Legenda:

Luogo: C = Casa; T = Trasferta. Risultato: V = Vittoria; N = Pareggio; P = Sconfitta.

### Statistiche dei giocatori
| Giocatore     | Bundesliga | Bundesliga | Bundesliga  | Bundesliga | Coppa di Germania | Coppa di Germania | Coppa di Germania | Coppa di Germania | Totale   | Totale | Totale      | Totale     |
| Giocatore     | Presenze   | Reti       | Ammonizioni | Espulsioni | Presenze          | Reti              | Ammonizioni       | Espulsioni        | Presenze | Reti   | Ammonizioni | Espulsioni |
| ------------- | ---------- | ---------- | ----------- | ---------- | ----------------- | ----------------- | ----------------- | ----------------- | -------- | ------ | ----------- | ---------- |
| F. Aust       | 0          | 0          | 0           | 0          | 0                 | 0                 | 0                 | 0                 | 0        | 0      | 0           | 0          |
| S. Feghelm    | 8          | 0          | 0           | 0          | 1                 | 0                 | 0                 | 0                 | 9        | 0      | 0           | 0          |
| J. Grabowski  | 34         | 3          | 0           | 0          | 2                 | 0                 | 0                 | 0                 | 36       | 3      | 0           | 0          |
| H. Heese      | 31         | 7          | 0           | 1          | 2                 | 1                 | 0                 | 0                 | 33       | 8      | 0           | 1          |
| W. Hofmann    | 0          | 0          | 0           | 0          | 0                 | 0                 | 0                 | 0                 | 0        | 0      | 0           | 0          |
| B. Hölzenbein | 33         | 5          | 0           | 0          | 2                 | 0                 | 0                 | 0                 | 35       | 5      | 0           | 0          |
| J. Kalb       | 32         | 4          | 0           | 0          | 2                 | 0                 | 0                 | 0                 | 34       | 4      | 0           | 0          |
| G. Keifler    | 2          | 0          | 0           | 0          | 0                 | 0                 | 0                 | 0                 | 2        | 0      | 0           | 0          |
| P. Kunter     | 26         | 0          | 0           | 0          | 0                 | 0                 | 0                 | 0                 | 26       | 0      | 0           | 0          |
| H. Lindemann  | 3          | 0          | 0           | 0          | 0                 | 0                 | 0                 | 0                 | 3        | 0      | 0           | 0          |
| D. Lindner    | 15         | 1          | 0           | 0          | 1                 | 0                 | 0                 | 0                 | 16       | 1      | 0           | 0          |
| F. Lutz       | 32         | 0          | 0           | 1          | 2                 | 0                 | 0                 | 0                 | 34       | 0      | 0           | 1          |
| B. Nickel     | 32         | 13         | 0           | 0          | 2                 | 2                 | 0                 | 0                 | 34       | 15     | 0           | 0          |
| J. Papies     | 25         | 3          | 0           | 0          | 2                 | 1                 | 0                 | 0                 | 27       | 4      | 0           | 0          |
| P. Reichel    | 24         | 1          | 0           | 0          | 1                 | 0                 | 0                 | 0                 | 25       | 1      | 0           | 0          |
| T. Rohrbach   | 22         | 1          | 0           | 0          | 2                 | 0                 | 0                 | 0                 | 24       | 1      | 0           | 0          |
| D. Rudolf     | 0          | 0          | 0           | 0          | 1                 | 0                 | 0                 | 0                 | 1        | 0      | 0           | 0          |
| L. Schämer    | 24         | 1          | 0           | 0          | 1                 | 0                 | 0                 | 0                 | 25       | 1      | 0           | 0          |
| G. Trinklein  | 26         | 0          | 0           | 0          | 2                 | 0                 | 0                 | 0                 | 28       | 0      | 0           | 0          |
| W. Wagner     | 11         | 0          | 0           | 0          | 0                 | 0                 | 0                 | 0                 | 11       | 0      | 0           | 0          |
| J. Weber      | 3          | 0          | 0           | 0          | 1                 | 0                 | 0                 | 0                 | 4        | 0      | 0           | 0          |
| K. Wirth      | 24         | 0          | 0           | 0          | 0                 | 0                 | 0                 | 0                 | 24       | 0      | 0           | 0          |
| M. Wirth      | 9          | 0          | 0           | 0          | 1                 | 0                 | 0                 | 0                 | 10       | 0      | 0           | 0          |